# Nouvion-et-Catillon
Pour les articles homonymes, voir Nouvion (homonymie) et Catillon.
Nouvion-et-Catillon est une commune française, née de la réunion en 1845 de Nouvion-l'Abbesse et de Catillon-du-Temple, située dans le département de l'Aisne en région Hauts-de-France.

## Géographie
- 1Carte dynamique
- 2Carte OpenStreetMap
- 3Carte topographique
- 4Carte avec les communes environnantes

### Localisation
La commune est située dans le Laonnois et est traversée par la Serre, Catillon et Nouvion se trouvant sur la rive droite alors que Pont-à-Bucy est majoritairement sur la rive gauche.
Nouvion-l'Abbesse est située à 11 km de La Fère et de Crécy-sur-Serre, à 12 km de Ribemont, à 23 km de Sains-Richaumont, à 23 km de Laon et à 27 km d'Anizy-le-Château.
Les gares les plus proches de Nouvion sont la gare de Versigny située à 8 km et la gare de Crépy-Couvron située à 10 km mais il peut être intéressant d'aller jusqu'à la gare de La Fère, située à 11 km et mieux desservie et surtout à la gare de Tergnier, située à 17 km, qui a des trains directs pour Paris-Nord et pour Maubeuge. Nouvion-l'Abbesse est à 3 km de l'échangeur no 12 de l'A26.

### Communes limitrophes

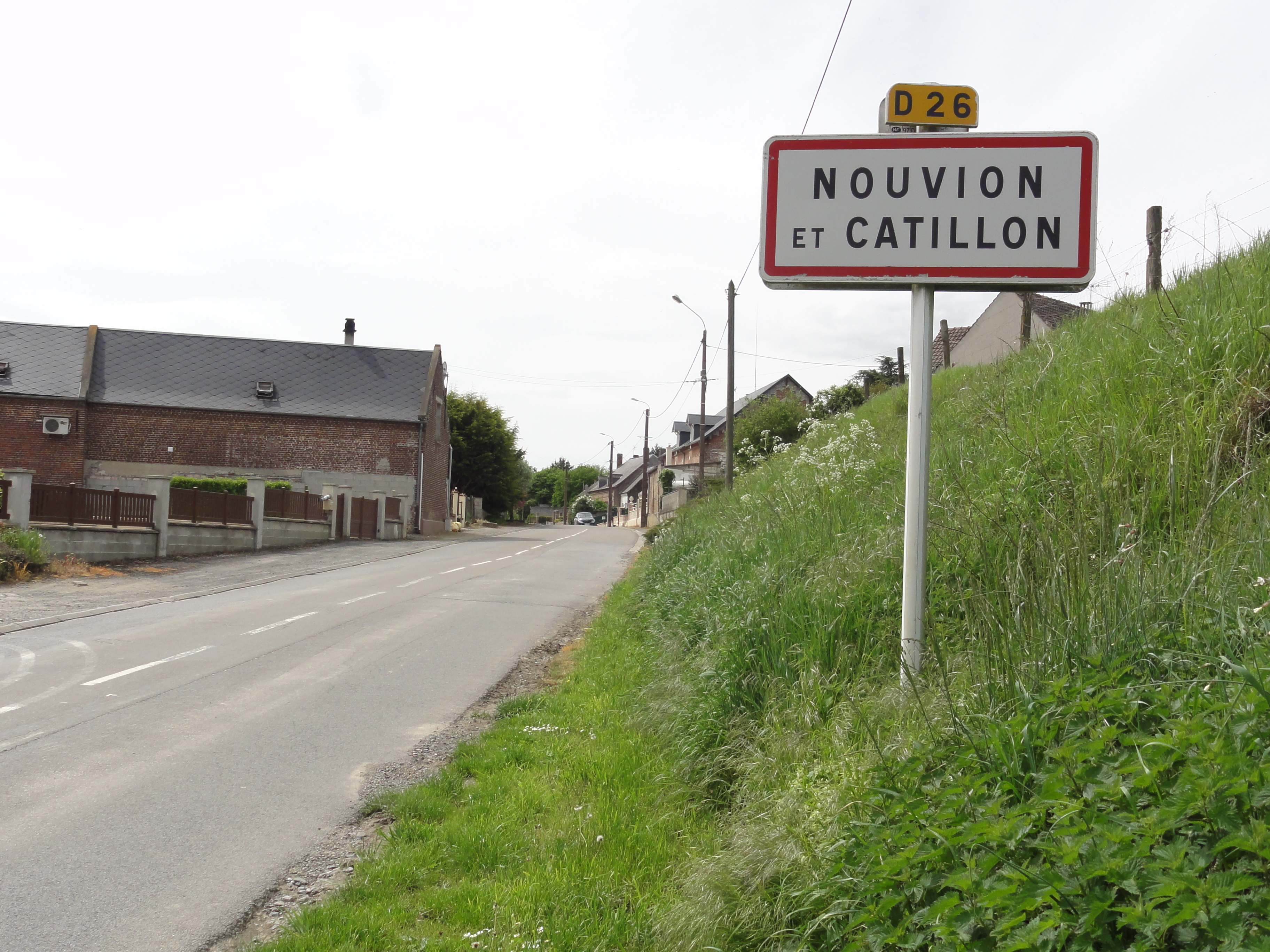
Entrée de Nouvion-et-Catillon.
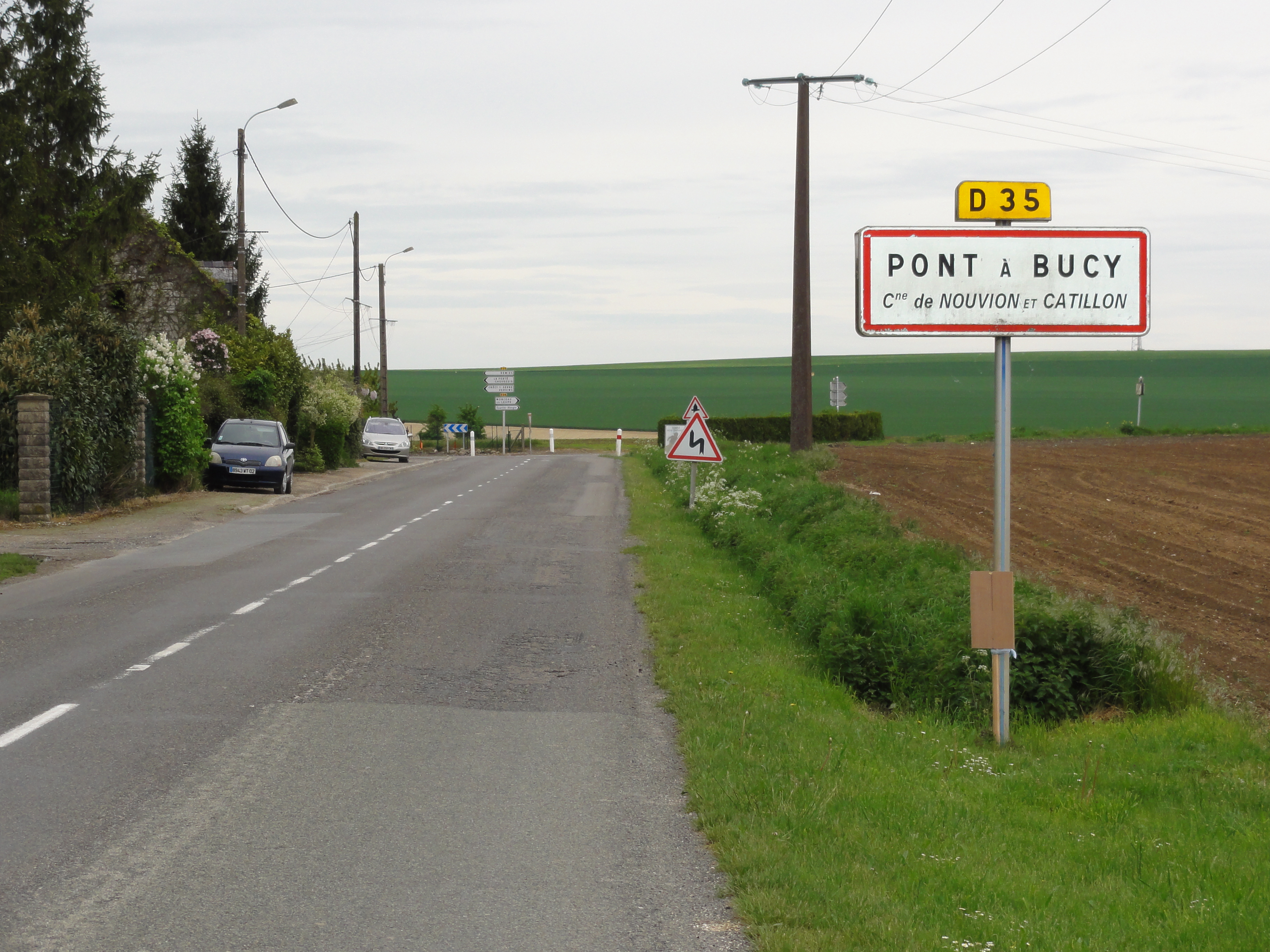
Entrée de Pont-à-Bucy.

### Hydrographie
La commune est située dans le bassin Seine-Normandie. Elle est drainée par la Serre, le Peron, le Broyon, le cours d'eau 01 de la commune d'Aiguilcourt-le-Sart, le Grand Fossé, divers bras de la Serre,,.
La Serre, d'une longueur de 96 km, prend sa source dans la commune de La Férée, à 265 m d'altitude, et se jette  dans l'Oise (rive gauche) à Danizy, à 52 m d'altitude, après avoir traversé 39 communes. Les caractéristiques hydrologiques du la Serre sont données par la station hydrologique située sur la commune. Le débit moyen mensuel est de 13,2 m3/s. Le débit moyen journalier maximum est de 88,3 m3/s, atteint lors de la crue du 23 décembre 1993. Le débit instantané maximal est quant à lui de 96,4 m3/s, atteint le même jour.
Le Péron, d'une longueur de 15 km, prend sa source dans la commune de Monceau-le-Neuf-et-Faucouzy et se jette  dans la Serre en limite de Nouvion-et-Catillon et de Mesbrecourt-Richecourt, après avoir traversé cinq communes.

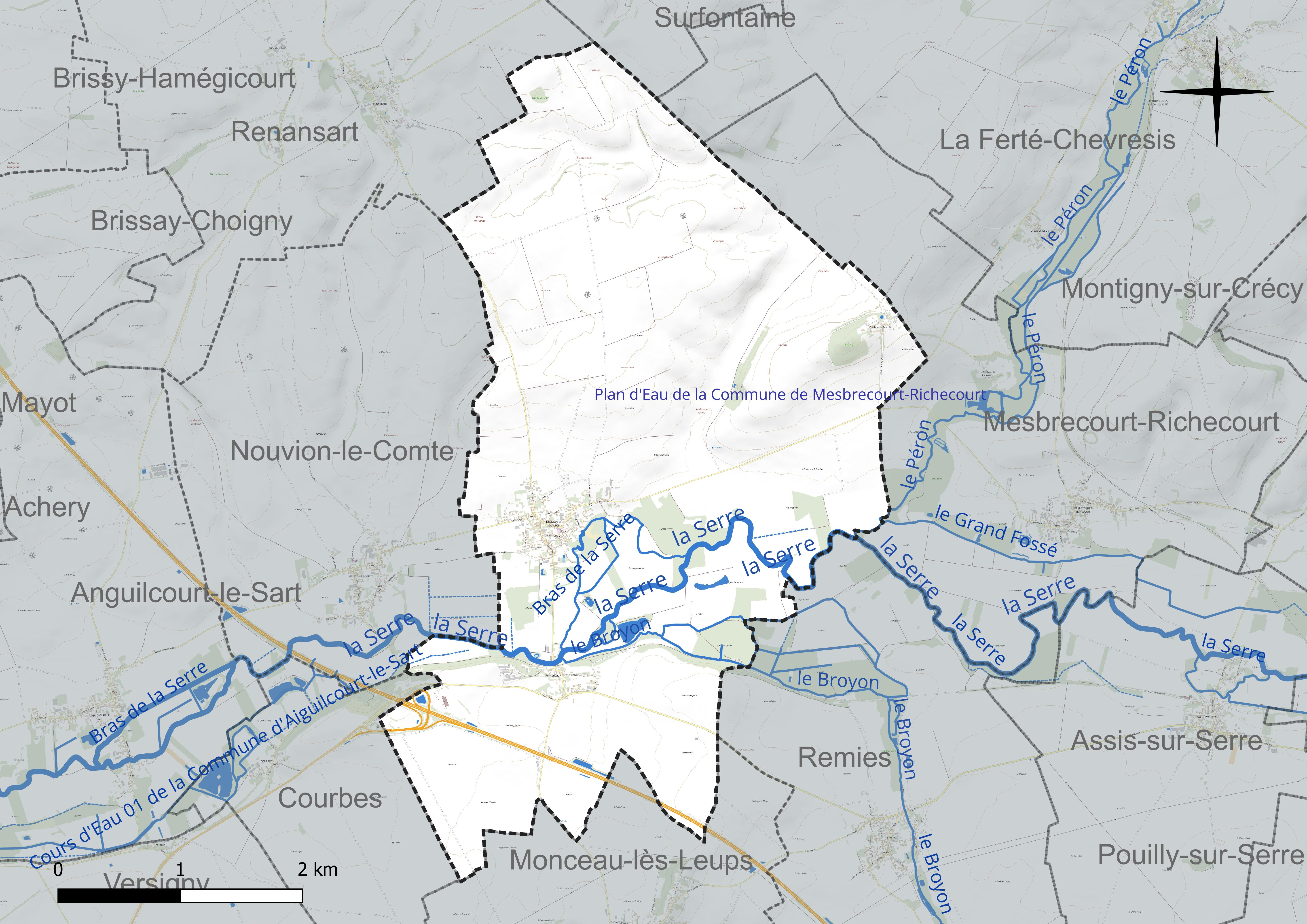
Réseau hydrographique de Nouvion-et-Catillon.

Un plan d'eau complète le réseau hydrographique : le plan d'eau de la commune de Nouvion-et-Catillon (2,8 ha),.

### Climat
Pour des articles plus généraux, voir Climat des Hauts-de-France et Climat de l'Aisne.
En 2010, le climat de la commune est de type climat océanique dégradé des plaines du Centre et du Nord, selon une étude du CNRS s'appuyant sur une série de données couvrant la période 1971-2000. En 2020, Météo-France publie une typologie des climats de la France métropolitaine dans laquelle la commune est exposée à un climat océanique altéré et est dans la région climatique Nord-est du bassin Parisien, caractérisée par un ensoleillement médiocre, une pluviométrie moyenne régulièrement répartie au cours de l'année et un hiver froid (3 °C).
Pour la période 1971-2000, la température annuelle moyenne est de 10,4 °C, avec une amplitude thermique annuelle de 15,1 °C. Le cumul annuel moyen de précipitations est de 703 mm, avec 11,5 jours de précipitations en janvier et 8,5 jours en juillet. Pour la période 1991-2020, la température moyenne annuelle observée sur la station météorologique la plus proche, située sur la commune d'Aulnois-sous-Laon à 13 km à vol d'oiseau, est de 11,0 °C et le cumul annuel moyen de précipitations est de 685,6 mm,. Pour l'avenir, les paramètres climatiques de la commune estimés pour 2050 selon différents scénarios d'émission de gaz à effet de serre sont consultables sur un site dédié publié par Météo-France en novembre 2022.

## Urbanisme

### Typologie
Au 1er janvier 2024, Nouvion-et-Catillon est catégorisée commune rurale à habitat dispersé, selon la nouvelle grille communale de densité à 7 niveaux définie par l'Insee en 2022.
Elle est située hors unité urbaine et hors attraction des villes,.

### Occupation des sols
L'occupation des sols de la commune, telle qu'elle ressort de la base de données européenne d'occupation biophysique des sols Corine Land Cover (CLC), est marquée par l'importance des territoires agricoles (90,2 % en 2018), en augmentation par rapport à 1990 (89,2 %). La répartition détaillée en 2018 est la suivante : 
terres arables (90,2 %), zones urbanisées (5,3 %), forêts (3,1 %), zones industrielles ou commerciales et réseaux de communication (1,3 %).
L'évolution de l'occupation des sols de la commune et de ses infrastructures peut être observée sur les différentes représentations cartographiques du territoire : la carte de Cassini (XVIIIe siècle), la carte d'état-major (1820-1866) et les cartes ou photos aériennes de l'IGN pour la période actuelle (1950 à aujourd'hui).

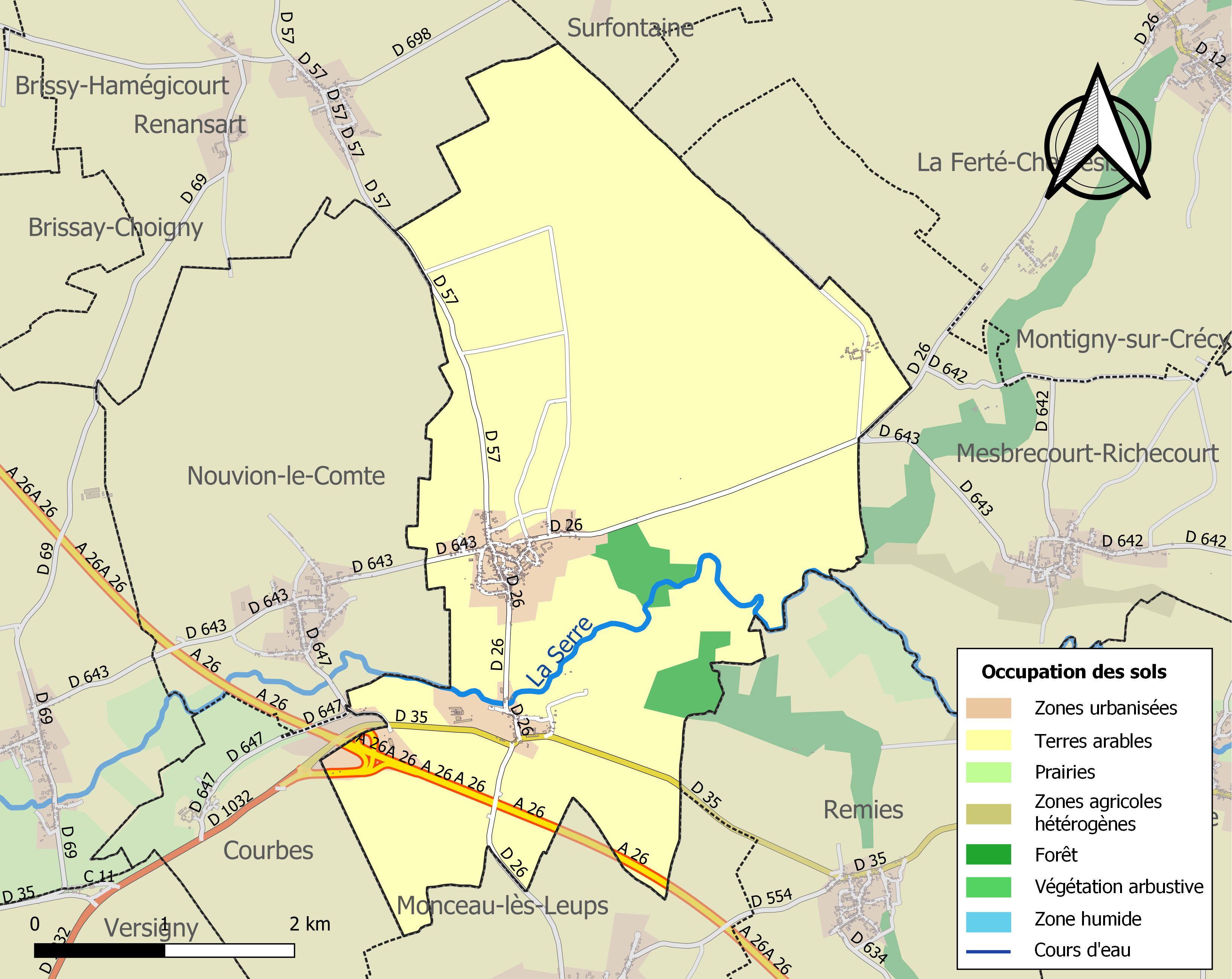
Carte de l'occupation des sols de la commune en 2018 (CLC).

## Toponymie
Le village de Nouvion l'Abbesse  est cité pour la première fois sous l'appellation  latine de Novignetum au XIIe siècle,  Noviant-Abbatissa, Nogentum Abbatissa, Noviant,Noviant-Abbatissa, Nouviant l'Abbesse, Novion l'Abbesse. En 1793, tous les  mots faisant référence à la religion ayant été bannis, le village se nommera pendant quelque temps Nouvion-le-Franc.

Nouvion : du gaulois *novientum « ville nouvelle ».
C'est une ordonnance du 7 septembre 1845 qui unira les communes de Nouvion-l'Abbesse et Catillon-du-Temple sous le nom de Nouvion-et-Catillon.

Catillon-du-Temple est un ancien hameau de la commune attesté sous les formes Castellio (1197) ; Chastillon-du-Temple (1409) ; Chastillon (1518) ; Chastellon (1525) ; Castillon (1603) ; Castillion-du-Temple (1607) ; Catillion (1710) ; Chatillon-du-Temple (1729) ; Cathillon-du-Temple (1733).
Ce toponyme doit représenter un dérivé bas-latin en -one de castellum → *Castellone « châtillon », dont la forme picarde est précisément câtillon, employé avec le sens de « petite forteresse ».
Le château de Catillon-du-Temple est construit  au début du XIIe siècle par Thomas de Marle.

## Histoire
|  |  |  |  |  |

Carte de Cassini

La carte de Cassini montre qu'au XVIIIe siècle, Nouvion-l'Abbesse est une paroisse  située sur la rive droite de La Serre. Au nord-est, Catillon-le-Temple est un simple hameau.

Sur la rive gauche de la Serre, Pont-à-Bussy doit son nom à un des rares ponts qui permettaient de traverser la rivière. La commune, créée à la Révolution, a été supprimée par arrêté préfectoral du 30 novembre 1978 et son terroir intégré à celui de Nouvion-et-Catillon.

Une sucrerie appartenant à Beauduin Prudhomme Archery était en activité à Catillon en 1875.

### Passé ferroviaire du village
| Nouvion-le-Comte |

De 1878 à 1959, Nouvion-le-Comte a été traversée par la ligne de chemin de fer Dercy-Mortiers à Versigny, qui, venant de Pont-à-Bucy, traversait le village au nord le long de La Serre et se dirigeait vers Anguilcourt-le-Sart.
 
Cette ligne servait aux transport de passagers, de marchandises, de betteraves sucrières, de pierre à chaux.

À partir de 1950, avec l'amélioration des routes et le développement du transport automobile, le trafic ferroviaire a périclité et la ligne a été fermée en 1959. Les rails ont été retirés. L'ancienne gare est devenue une habitation.

### Regroupement de communes
- 1845 : Nouvion-l'Abbesse absorbe Catillon-du-Temple et prend le nom de Nouvion-et-Catillon.
- 1er janvier 1979 : Nouvion-et-Catillon absorbe Pont-à-Bucy.

## Politique et administration

### Découpage territorial
La commune de Nouvion-et-Catillon est membre de la communauté de communes du Pays de la Serre, un établissement public de coopération intercommunale (EPCI) à fiscalité propre créé le 17 décembre 1992 dont le siège est à Crécy-sur-Serre. Ce dernier est par ailleurs membre d'autres groupements intercommunaux.
Sur le plan administratif, elle est rattachée à l'arrondissement de Laon, au département de l'Aisne et à la région Hauts-de-France. Sur le plan électoral, elle dépend du  canton de Marle pour l'élection des conseillers départementaux, depuis le redécoupage cantonal de 2014 entré en vigueur en 2015, et de la première circonscription de l'Aisne  pour les élections législatives, depuis le dernier découpage électoral de 2010.

### Administration municipale
| Période                                  | Période                   | Identité        | Étiquette | Qualité                                     |
| ---------------------------------------- | ------------------------- | --------------- | --------- | ------------------------------------------- |
| Les données manquantes sont à compléter. |                           |                 |           |                                             |
| avant 1981                               | ?                         | Pierre Lequeux  |           |                                             |
| mars 2001                                | 2007                      | Gérard Boulard  |           | Démissionnaire                              |
| octobre 2007                             | mars 2008                 | Bernard Nozek   |           | Employé à la Poste                          |
| mars 2008                                | En cours (au 25 mai 2020) | Thierry Lecomte | DVD       | Agriculteur Réélu pour le mandat 2020-2026, |

## Démographie

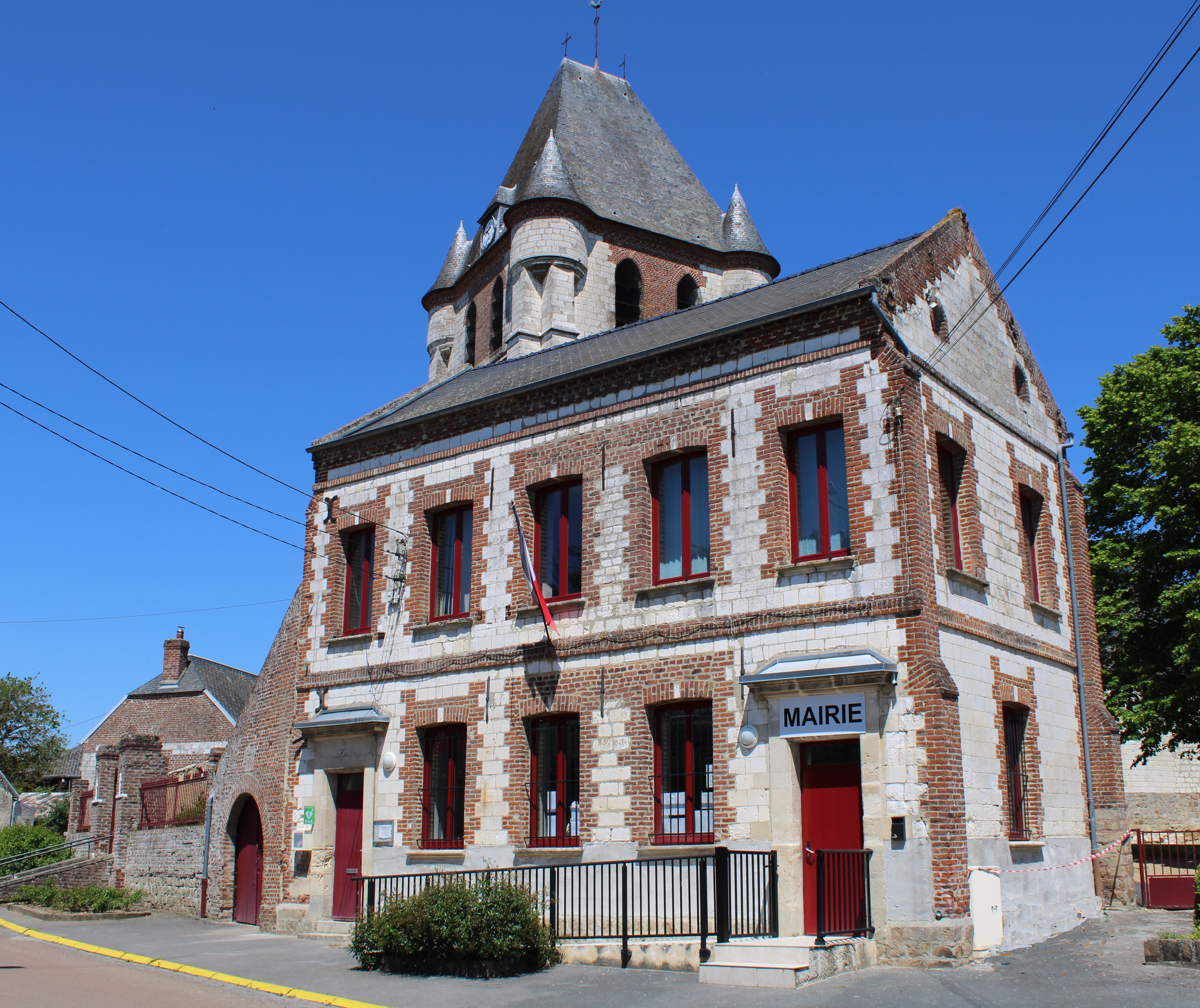
La mairie.

### Nouvion-et-Catillon
L'évolution du nombre d'habitants est connue à travers les recensements de la population effectués dans la commune depuis 1793. Pour les communes de moins de 10 000 habitants, une enquête de recensement portant sur toute la population est réalisée tous les cinq ans, les populations de référence des années intermédiaires étant quant à elles estimées par interpolation ou extrapolation. Pour la commune, le premier recensement exhaustif entrant dans le cadre du nouveau dispositif a été réalisé en 2006.

En 2022, la commune comptait 523 habitants, en évolution de +9,19 % par rapport à 2016 (Aisne : −1,97 %, France hors Mayotte : +2,11 %).
| 1793 | 1800 | 1806 | 1821 | 1831 | 1836 | 1841 | 1846 | 1851 |
| ---- | ---- | ---- | ---- | ---- | ---- | ---- | ---- | ---- |
| 676  | 827  | 851  | 876  | 969  | 974  | 960  | 966  | 998  |

| 1856  | 1861 | 1866 | 1872 | 1876  | 1881 | 1886 | 1891 | 1896 |
| ----- | ---- | ---- | ---- | ----- | ---- | ---- | ---- | ---- |
| 1 024 | 990  | 996  | 932  | 1 002 | 703  | 933  | 635  | 818  |

| 1901 | 1906 | 1911 | 1921 | 1926 | 1931 | 1936 | 1946 | 1954 |
| ---- | ---- | ---- | ---- | ---- | ---- | ---- | ---- | ---- |
| 771  | 761  | 711  | 659  | 628  | 630  | 592  | 555  | 604  |

| 1962 | 1968 | 1975 | 1982 | 1990 | 1999 | 2006 | 2011 | 2016 |
| ---- | ---- | ---- | ---- | ---- | ---- | ---- | ---- | ---- |
| 585  | 515  | 501  | 506  | 547  | 500  | 528  | 535  | 479  |

| 2021 | 2022 | - | - | - | - | - | - | - |
| ---- | ---- | - | - | - | - | - | - | - |
| 503  | 523  | - | - | - | - | - | - | - |

### Avant les fusions en 1979 et 1845

#### Nouvion-et-Catillon
| 1793 | 1800 | 1806 | 1821 | 1831 | 1836  | 1841  | 1846 |
| ---- | ---- | ---- | ---- | ---- | ----- | ----- | ---- |
| 693  | 843  | 869  | 893  | 985  | 1 024 | 1 007 | 966  |

| 1851 | 1856  | 1861 | 1866 | 1872 | 1876  | 1881 | 1886 |
| ---- | ----- | ---- | ---- | ---- | ----- | ---- | ---- |
| 998  | 1 024 | 990  | 996  | 932  | 1 002 | 703  | 933  |

| 1891 | 1896 | 1901 | 1906 | 1911 | 1921 | 1926 | 1931 |
| ---- | ---- | ---- | ---- | ---- | ---- | ---- | ---- |
| 635  | 818  | 771  | 761  | 711  | 659  | 628  | 630  |

| 1936 | 1946 | 1954 | 1962 | 1968 | 1975 | - | - |
| ---- | ---- | ---- | ---- | ---- | ---- | - | - |
| 592  | 555  | 604  | 585  | 515  | 501  | - | - |

##### Nouvion-l'Abbesse
| 1793 | 1800 | 1806 | 1821 | 1831 | 1836 | 1841 |
| ---- | ---- | ---- | ---- | ---- | ---- | ---- |
| 676  | 827  | 851  | 876  | 969  | 974  | 960  |

##### Catillon-du-Temple
| 1793 | 1800 | 1806 | 1821 | 1831 | 1836 | 1841 |
| ---- | ---- | ---- | ---- | ---- | ---- | ---- |
| 17   | 16   | 18   | 17   | 16   | 50   | 47   |

#### Pont-à-Bucy
| 1793 | 1800 | 1806 | 1821 | 1831 | 1836 | 1841 | 1846 |
| ---- | ---- | ---- | ---- | ---- | ---- | ---- | ---- |
| 149  | 161  | 150  | 159  | 157  | 166  | 171  | 160  |

| 1851 | 1856 | 1861 | 1866 | 1872 | 1876 | 1881 | 1886 |
| ---- | ---- | ---- | ---- | ---- | ---- | ---- | ---- |
| 155  | 156  | 144  | 151  | 142  | 144  | 138  | 150  |

| 1891 | 1896 | 1901 | 1906 | 1911 | 1921 | 1926 | 1931 |
| ---- | ---- | ---- | ---- | ---- | ---- | ---- | ---- |
| 147  | 135  | 148  | 133  | 127  | 81   | 105  | 110  |

| 1936 | 1946 | 1954 | 1962 | 1968 | 1975 | - | - |
| ---- | ---- | ---- | ---- | ---- | ---- | - | - |
| 91   | 101  | 94   | 98   | 84   | 72   | - | - |

## Lieux et monuments
- Église Saint-Rémy de Nouvion-et-Catillon, église fortifiée de Thiérache ; datée du XIVe siècle, elle est classée comme monument historique[42].
- Église Saint-Denis de Pont-à-Bucy[43].
- Chapelle templière de Nouvion-et-Catillon.
- Monument aux morts.

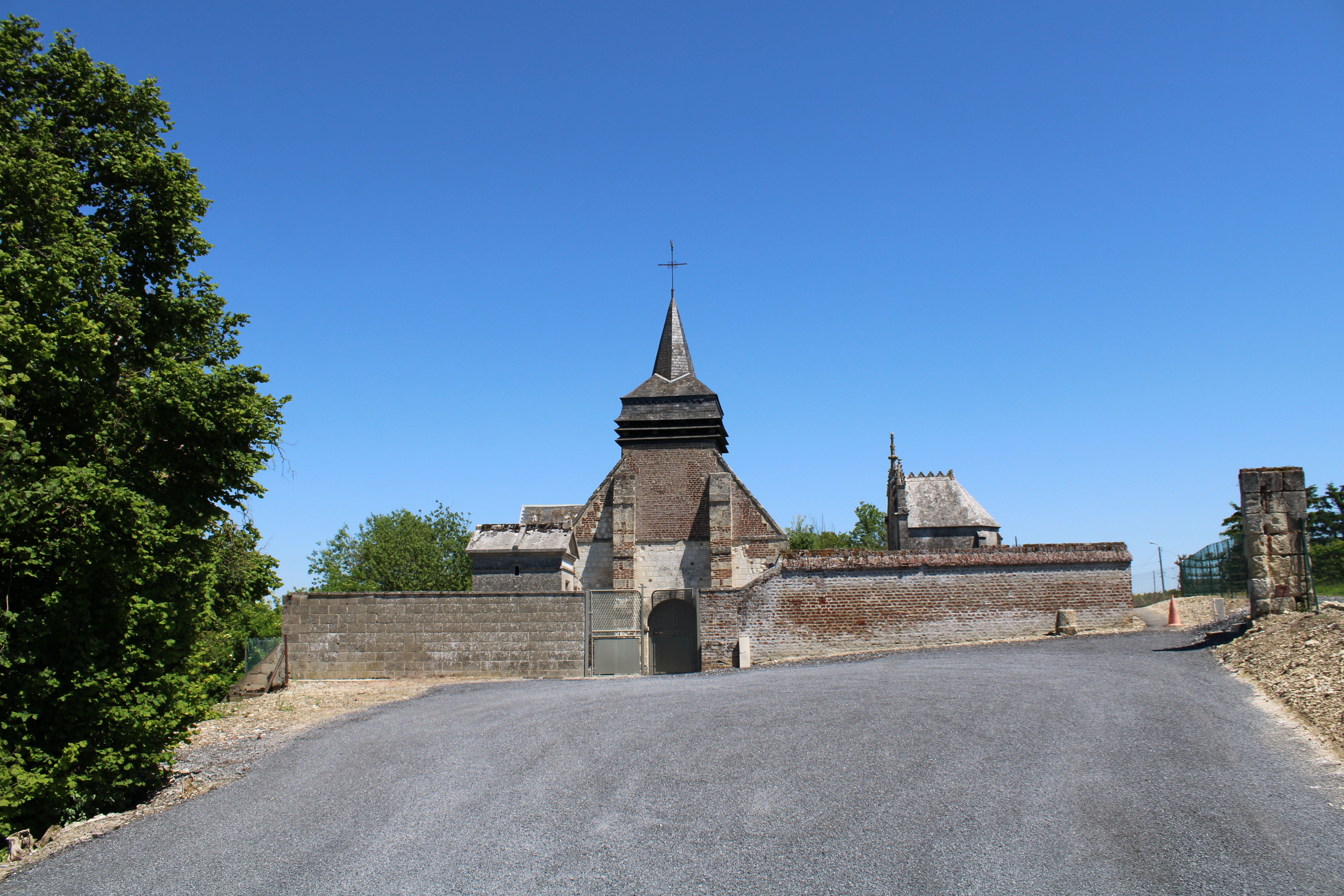
Vue de l'église Saint-Denis de Pont-à-Bucy.
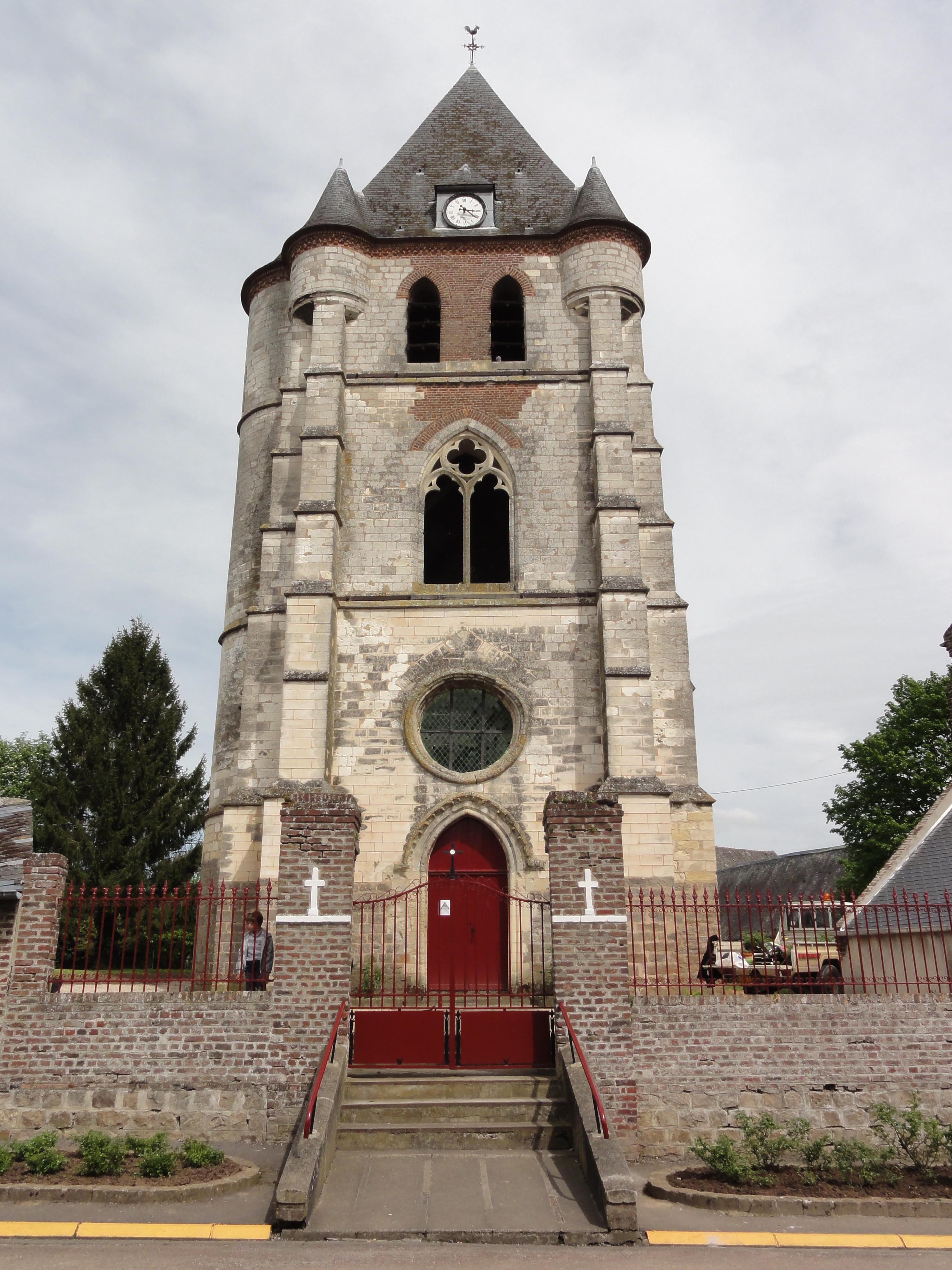
La tour de l'église Saint-Rémy.
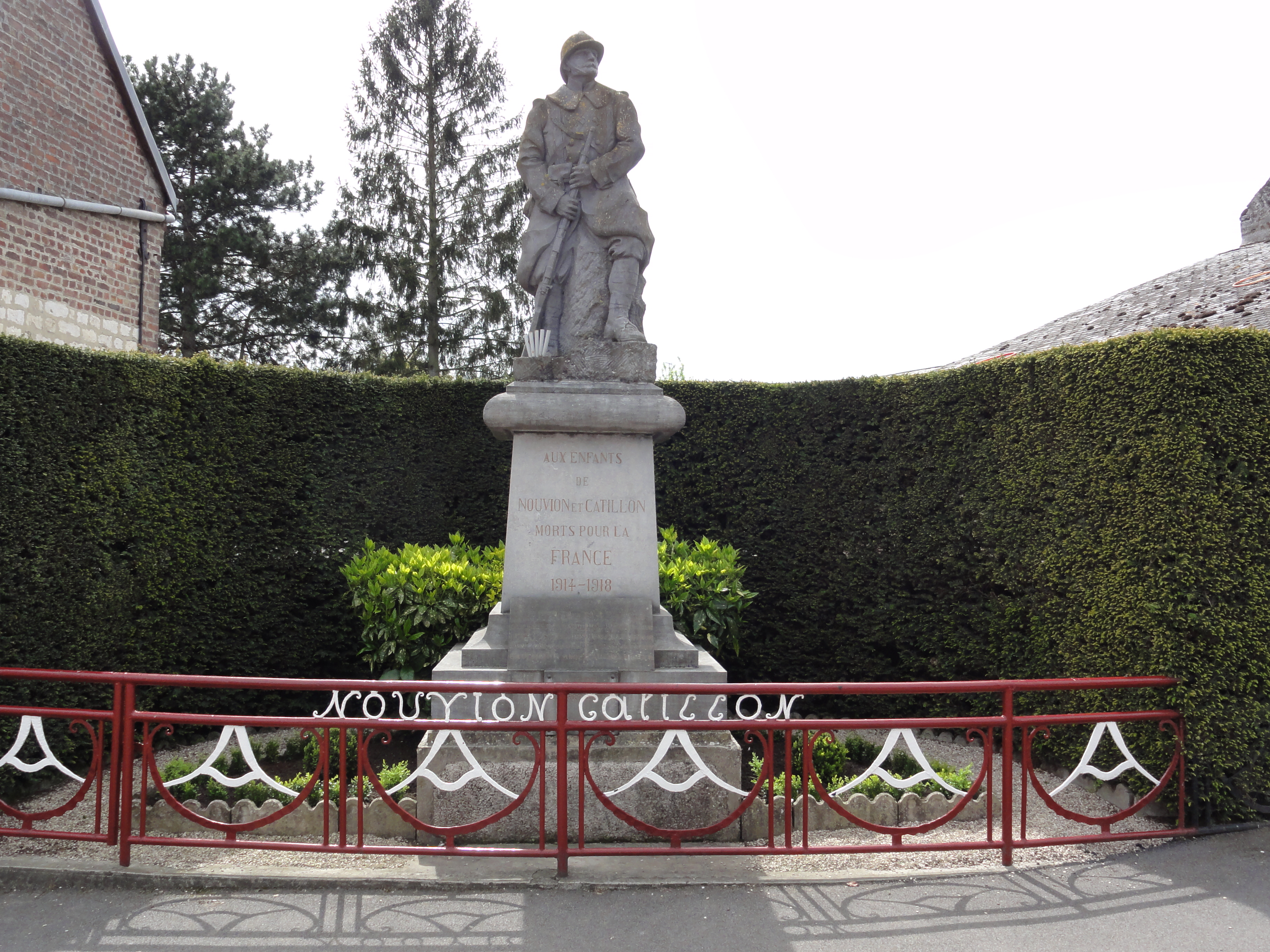
Monument aux morts.
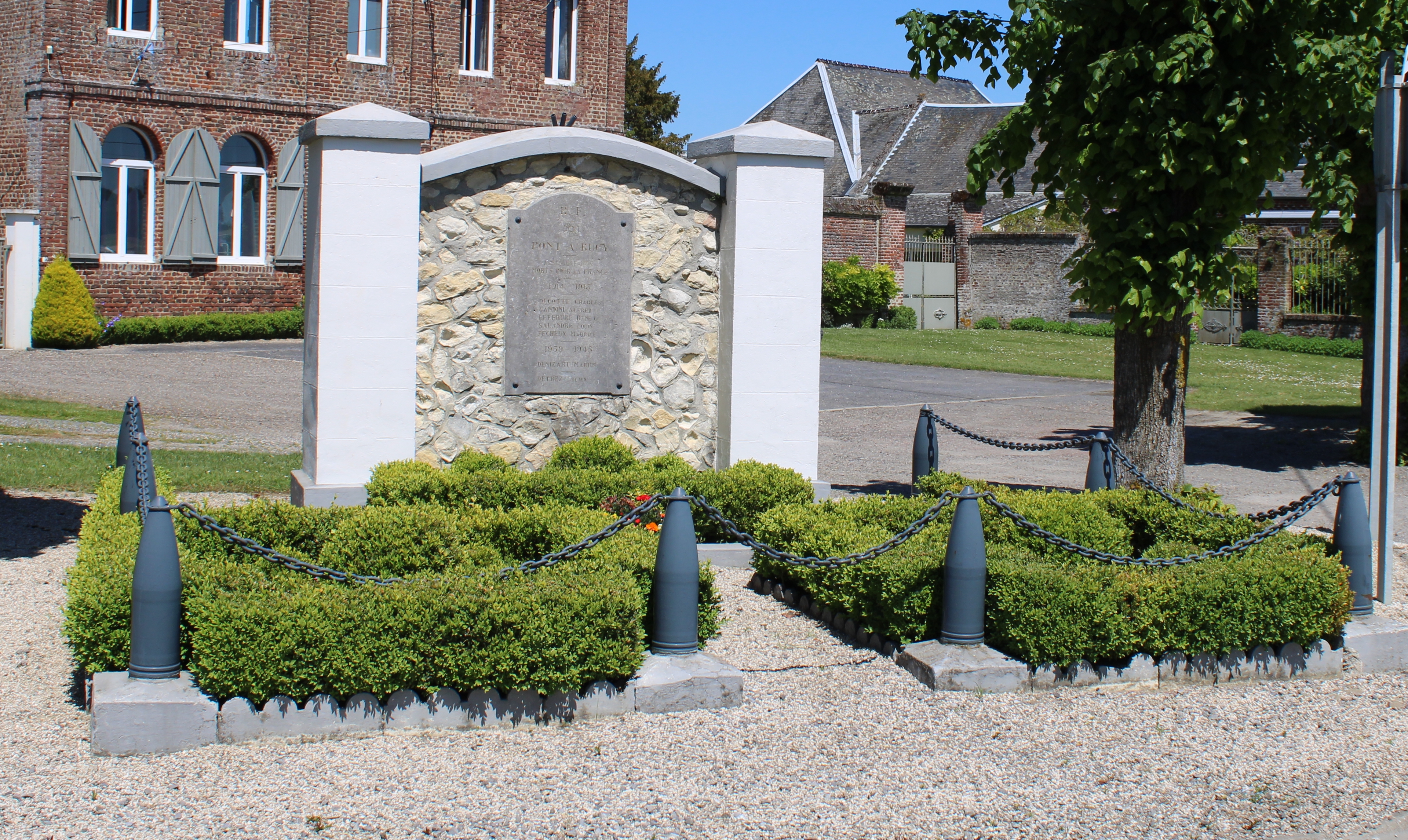
Le monument aux morts de Pont-à-Bucy.

### Cartes postales du village il y a plus de 100 ans

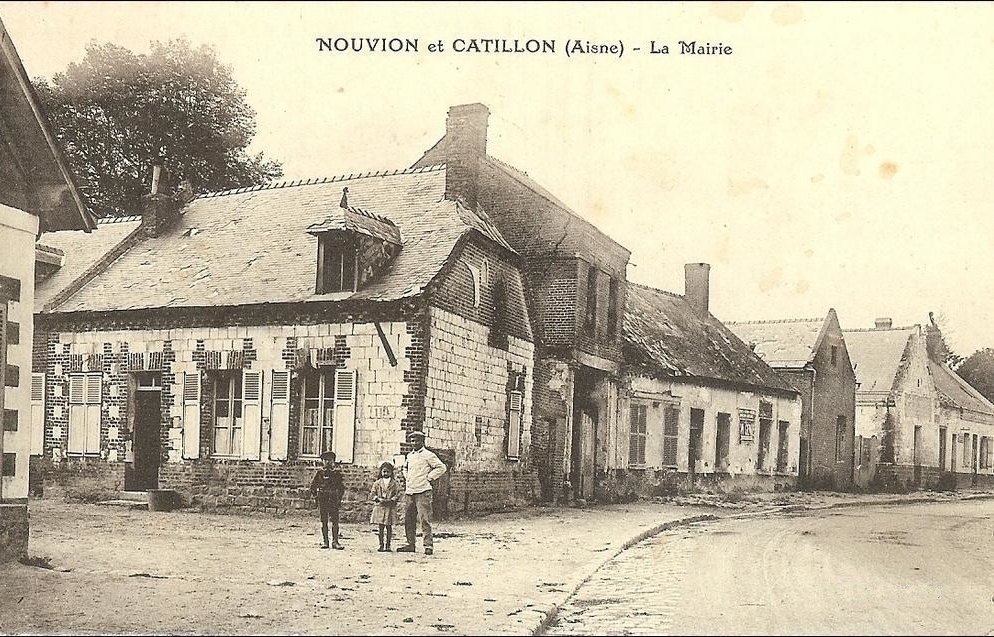
Carte postale de la mairie en 1909.
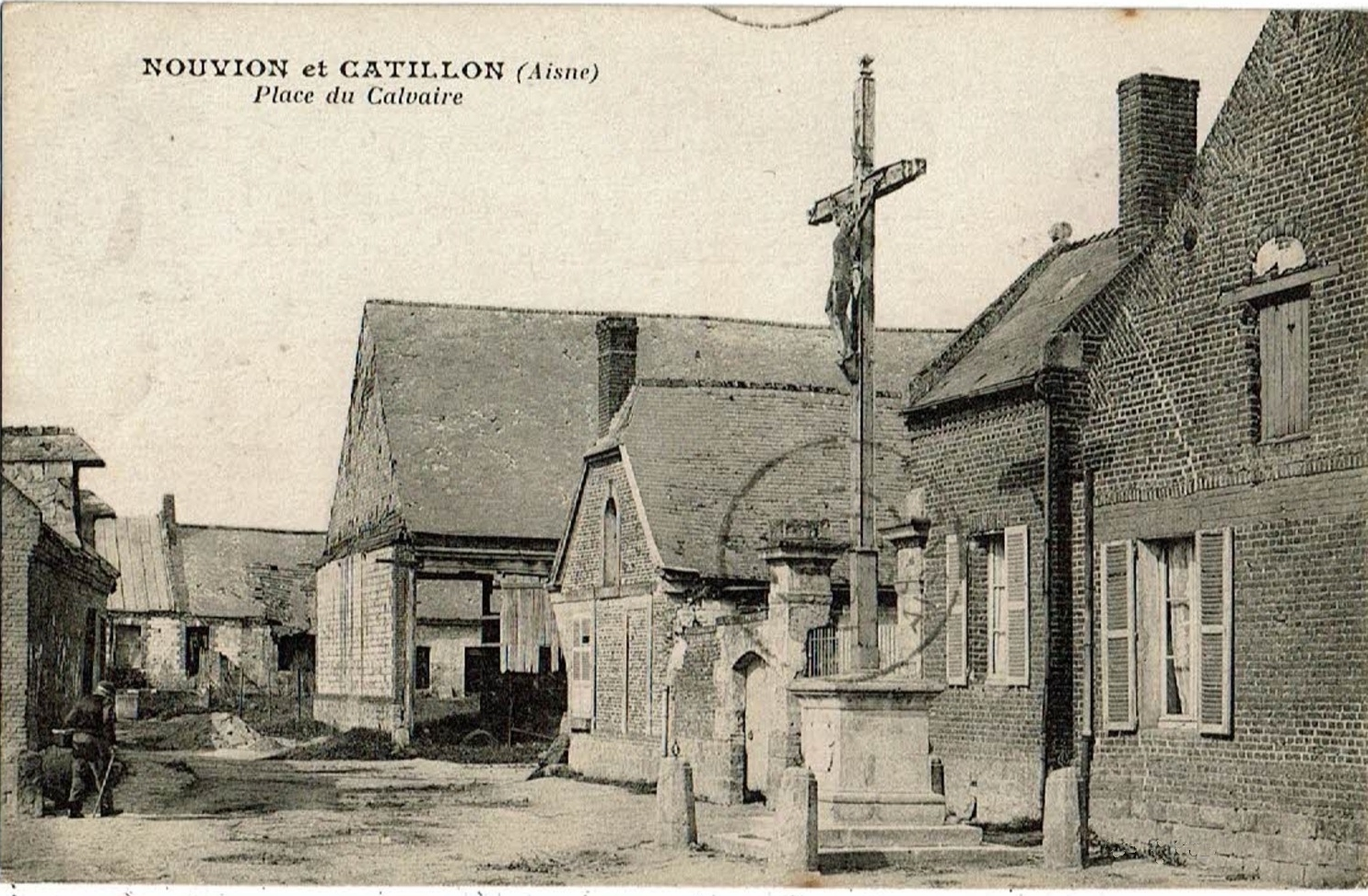
Carte postale de la place du calvaire vers 1910.
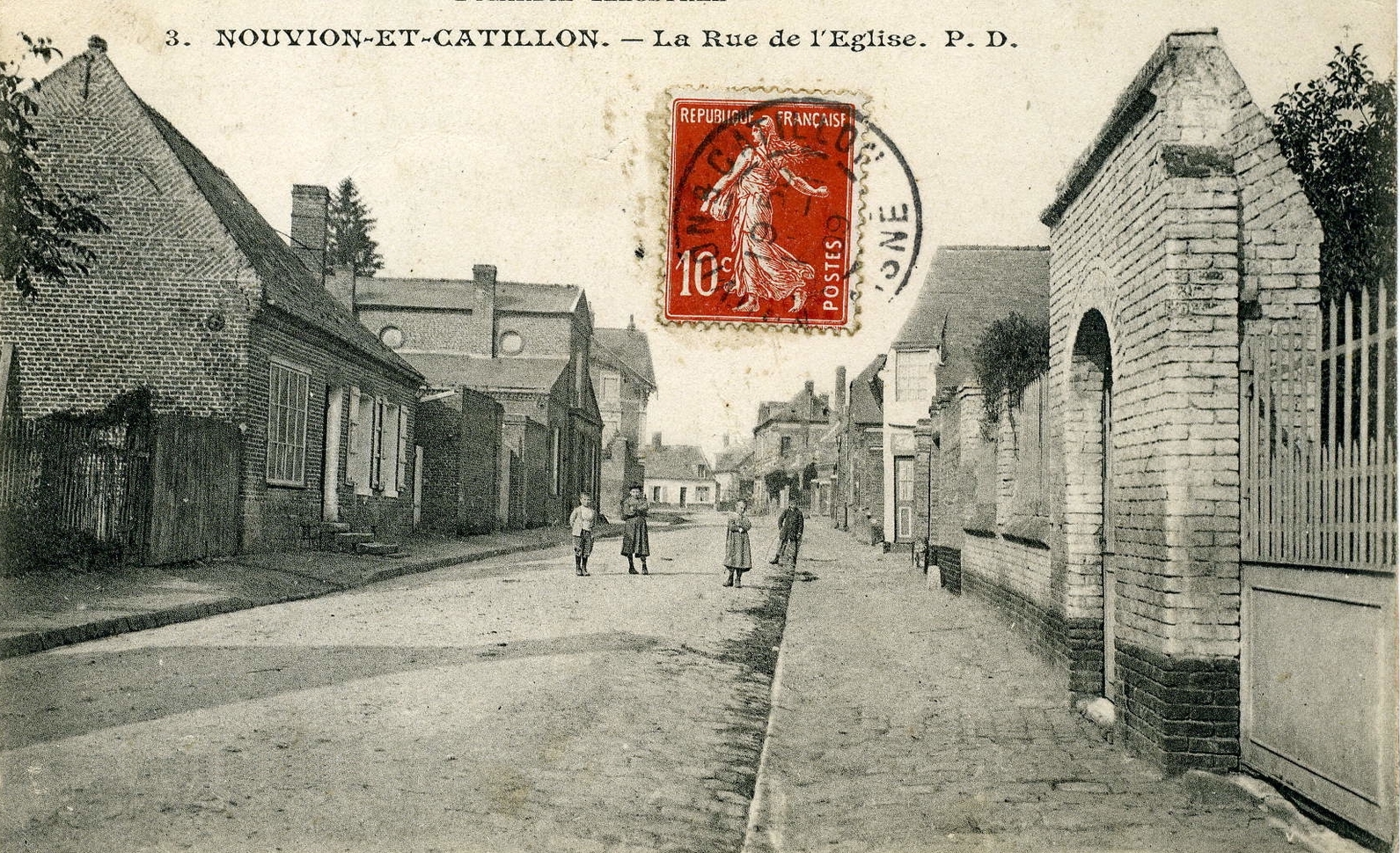
Carte postale de la rue de l'église en 1909.
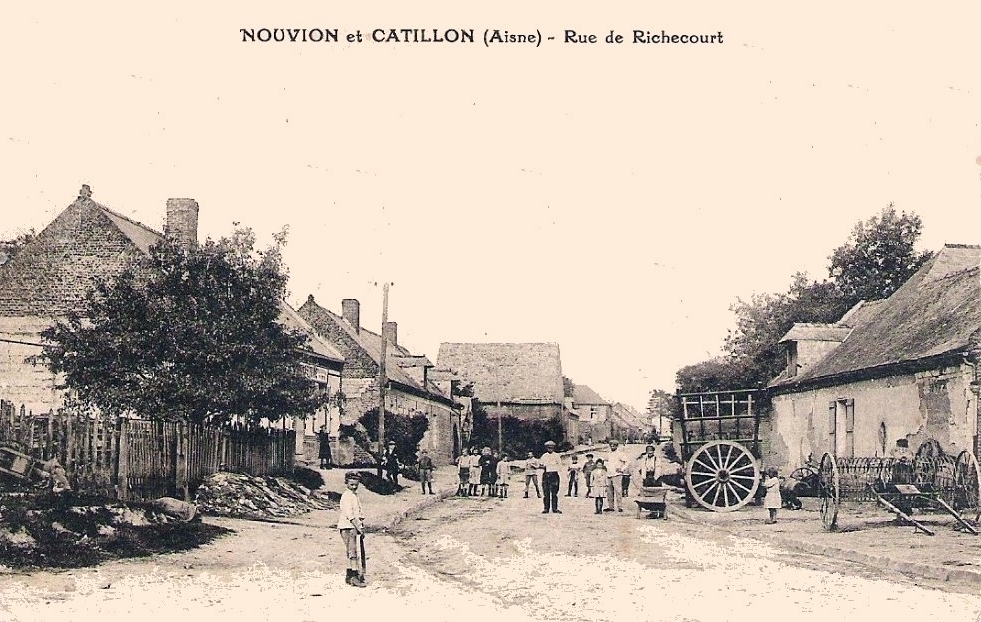
Carte postale de la rue de Richecourt vers 1910.
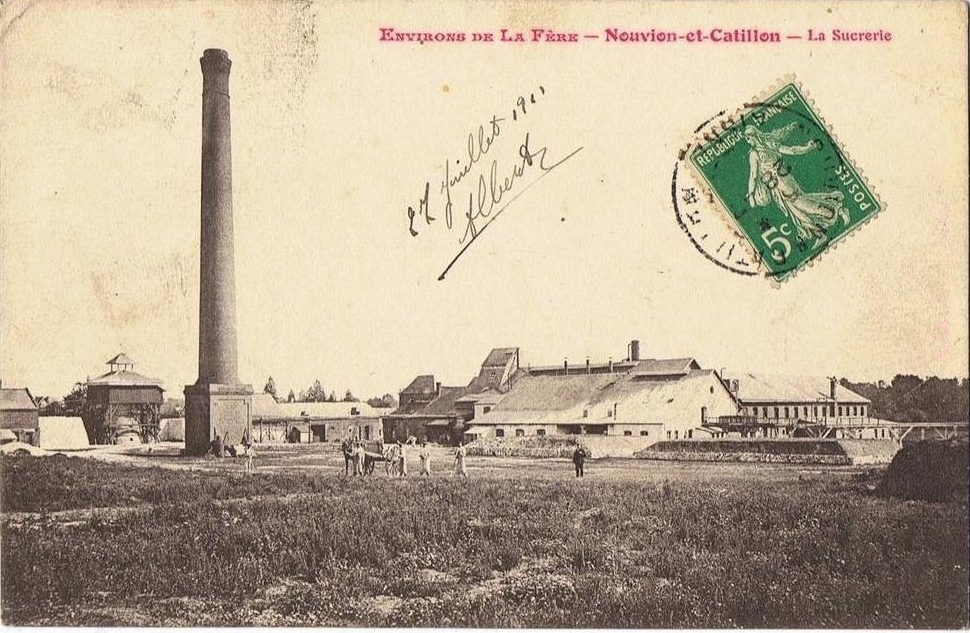
Carte postale de la sucrerie en 1911.